# 羅傑·威廉斯 (鋼琴家)
羅傑·威廉斯（Roger Williams，1924年10月1日—2011年10月8日），本名路易·雅各·韋爾茨（Louis Jacob Weertz），美國流行音樂鋼琴家，在1955年以鋼琴演繹「Autumn Leaves」一曲而一舉成名，由他演繹的其他著名作品還包括「Born Free」、「The Impossible Dream」、以及《時光倒流七十年》和《齊瓦哥醫生》兩齣荷里活電影的主題曲。威廉斯曾為包括杜魯門和喬治·W·布殊在內的九任美國總統獻奏，因此有「總統專用鋼琴家」（Pianist to the Presidents）的外號。

## 生平

### 早年生涯
威廉斯本名路易·雅各·韋爾茨（Louis Jacob Weertz），1924年10月1日生於美國內布拉斯加州奧馬哈，父親腓特烈·J·韋爾茨（Frederick J. Weertz，1891年－1980年）是信義會牧師，母親多羅特亞·邦恩·韋爾茨（Dorothea Bang Weertz，1895年－1985年）是音樂教師。威廉斯出生後不久，舉家便搬到愛荷華州德梅因生活。

## 注腳
1. ↑  意譯為「秋葉」
2. ↑  意譯為「生而自由」
3. ↑  意譯為「不可能的夢」

## 外部連結
- 羅傑-威廉斯生平：曾被開除 總統也是粉絲 （页面存档备份，存于），新浪網
- Legendary pianist Roger Williams dies after battle with cancer, CNN Entertainment
- Famed pianist Roger Williams dies at 87, Associated Press